# BG-TV
BG-TV was een experimentele actualiteitenrubriek van de VPRO die van 1981 tot 1983 op zondagavond werd uitgezonden. BG-TV stond voor BinnenGasthuis-TeleVisie, want het programma, dat ongeveer een half uur duurde, werd vanuit de verlaten snijzaal van het voormalige Amsterdamse Binnengasthuis uitgezonden.
Het programma werd gemaakt door, en was een leerschool voor jonge tv-makers als Jan Eilander, Roel van Dalen, Marc Nelissen, Roel van Broekhoven, Babette Niemel, Merel Mirage, en incidentele medewerkers als Pieter Storms, Wim Wennekes, Ike Bertels, en editor Vera Jong, het werd in afwisseling vormgegeven door Robert Wiering en Béanke Harting, en gecoacht door VPRO-programmamakers Rob Klaasman en Theo Uittenbogaard, met steun van de producers Joes Roelofs, Ine Waltuch en Joyce Feijen, onder leiding van -de bedenker van het format-  Emile Fallaux.
Het programma bracht naast actualiteiten, met een typisch VPRO-geluid, ook politiek, kunst en cultuur. De vormgeving was origineel, atypisch en eclectisch; soms bestonden de 'bumpers' (korte intermezzi tussen de onderwerpen) uit door Béanke Harting bewerkte krantenfoto's met krankzinnige muziek, of uit geluid met tekeningen (o.a. van Aart Clerckx), soms werden ze gepresenteerd door gelegenheids-'omroepsters' als Ellen Ombre, Laurie Langenbach, Moniek Toebosch en Olga Zuiderhoek.
In 1982 vond in een van de uitzendingen de prijsuitreiking van de prijsvraag van de Lachende Scheerkwast plaats.